# Каймакамова къща
Каймакамовата къща (на гръцки: Σπίτι του καϊμακάμη или Σπίτι της Φίας) е историческа постройка в град Лерин (Флорина), Гърция. Разположена е на булевард „Елевтерия“.

## Местоположение
Къщата е разположена на булевард „Елевтерия“, на река Сакулева.

## История
Къщата е свързана с легендата за отвличането на османския каймакам на Лерин от хайдутина капитан Наум в 1878 или в 1881 година. Според една версия каймакамът е поканен в къщата на Костаки Фиин във Вароша, след залез слънце, през Рамазана. Наум внезапно пристига от хълма Свети Пантелеймон с хората си и отвлича каймакама и спътниците му. Наум се идентифицира с Наум Орлинов от Косинец. За случката има народна песен.
Къщата по всяка вероятност е построена на две фази. Първоначалната къща датира от XIX век и е била двуетажна, двустайна сграда със затворен вътрешен трем. През 1889 година към това ядро са добавени две етажни пространства, а източната част е реконструирана. По този начин планът на приземния етаж има характер на двустайна къща с вътрешен затворен трем, а първият етаж има общи елементи с къщите с кръстовидна форма.